# Fabre d'Églantine
Fabre d'Églantine, vlastním jménem Philippe-François-Nazaire Fabre (29. července 1750, Carcassonne – 5. dubna 1794, Paříž) byl francouzský básník, herec, dramatik a revolucionář.

## Životopis
Pocházel z rodiny právníka v Toulouse a kolem roku 1770 se připojil k putovní skupině herců.
Mezi jeho díla patří Philinte, ou la suite du Misantrope (1790, pokračování Molièrovy hry Misantrop) a dětská píseň Il pleut, il pleut, bergère („Prší, prší, pastýřko“), populární ve Francii. Pro divadlo také adaptoval části románu Jeana-Jacquese Rousseaua Émile.
Během Francouzské revoluce byl zastáncem Georgese Dantona a Jeana Paula Marata a vstoupil do Klubu kordeliérů. Hlasoval v Národním konventu pro královu popravu a v září 1792 napsal výzvu, která přispěla k zářijovým masakrům v pařížských věznicích. Fabre byl členem výboru pro vytvoření francouzského revolučního kalendáře, s jehož myšlenkou přišel Charles-Gilbert Romme, a vymyslel většinu názvů dnů a měsíců v kalendáři. Jako stoupenec Dantona byl spolu s ním 5. dubna 1794 gilotinován.